# Jio Platforms
Jio Platforms Limited是印度的一家數位服务公司以及信实工业的子公司。Jio Platforms拥有印度最大的行動網路运营商Jio和信实其他的數位业务。该公司成立于2019年。截至2020年5月8日，按市值计算，Jio Platforms是印度第四大公司。2020年7月，Google出資45亿美元，收购Jio Platforms7.73％的股份。
自 2020 年 4 月以来，信实工业通过出售公司 32.97% 的股权筹集了 15205.6 亿卢比（190 亿美元）。